# Août 1813

## Événements

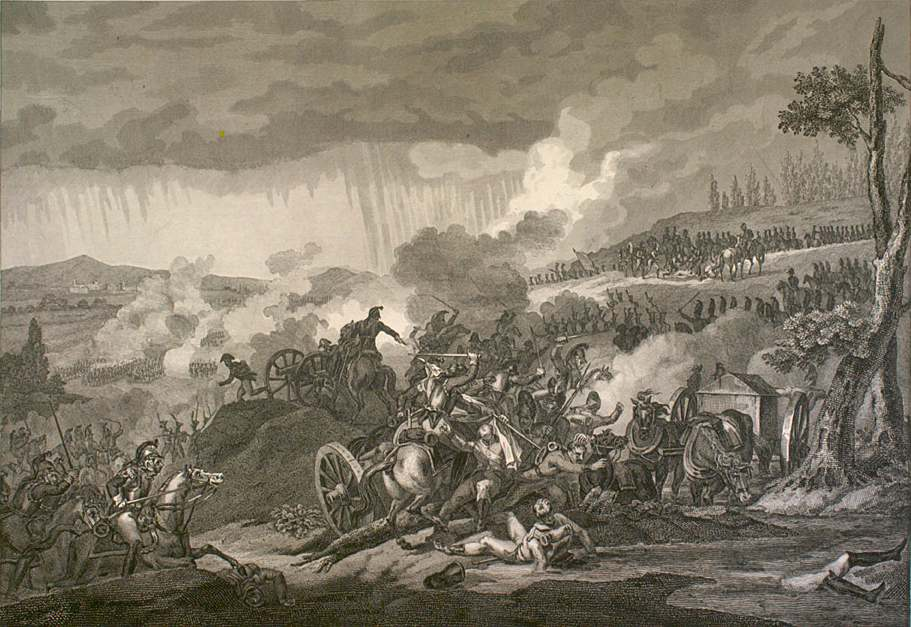
26 - 27 août : bataille de Dresde.

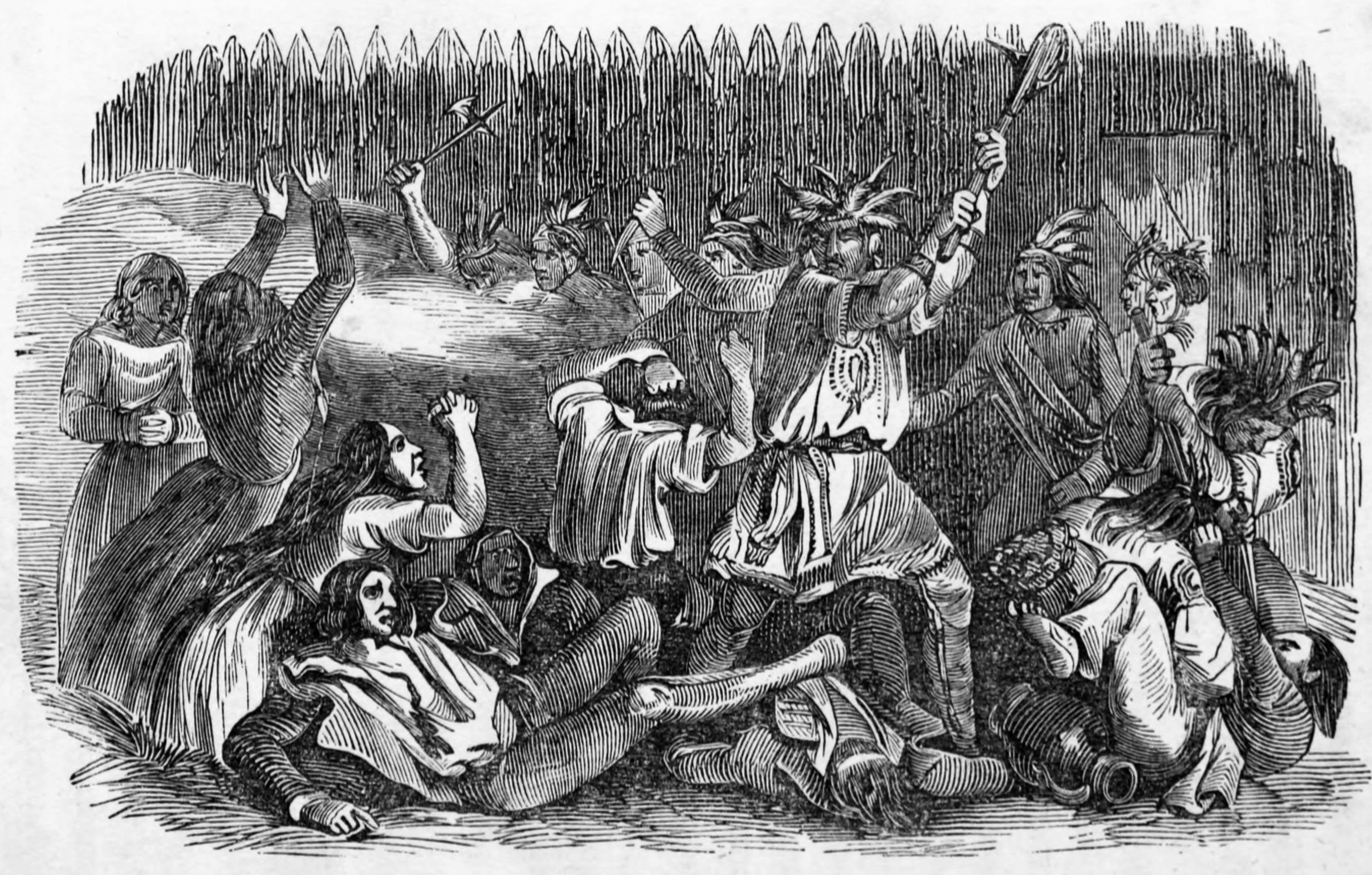
30 août : massacre à Fort Mims

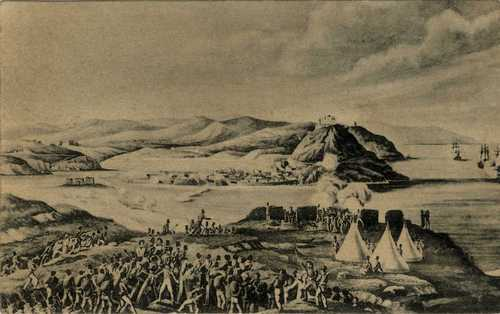
31 août : prise de Saint-Sébastien

- 2 août, guerre de 1812 (États-Unis), frontière de Détroit : victoire américaine à Fort Stephenson (comté de Sandusky (Ohio)).
- 6 août :
  - Simón Bolívar entre à Caracas[1]. Il reçoit le titre de Libertador après avoir déclaré la « guerre à mort » au régime colonial espagnol.
  - Proclamation du gouverneur de la Colonie du Cap Sir John Cradock[2]. Il institue une loi foncière limitant les propriétés à 480 ha au lieu de 2 400 auparavant. La colonisation européenne se poursuit. 25 000 colons Européens, essentiellement Hollandais, s’installent dans la région du Cap, soumettent les 20 000 Hottentots qui y vivent et se lancent dans l’élevage et l’agriculture sédentaire.
- 8 août : Metternich adresse un ultimatum à la France. Il exige un nouveau partage de la Pologne, la restauration de la Prusse de 1806, la réorganisation de la confédération du Rhin et la restitution à l’Autriche des provinces illyriennes. Napoléon accepte ces conditions, mais son courrier arrive trop tard et l’Autriche déclare la guerre le 12 août[3].
- 10 août :
  - guerre de 1812 (États-Unis) : campagne de Chesapeake : Les Britanniques tentent, sans succès, de débarquer à Saint Michaels (Maryland).
  - Déclaration de guerre de l'Autriche à Napoléon.
  - Fin du congrès de Prague[4] ; Sixième Coalition ; Royaume-Uni, Autriche, Prusse, Russie, Suède.
- 14 août, guerre de 1812 (États-Unis) : capture du brick américain USS Argus par le croiseur britannique Pelican au large de St David's, (Pembrokeshire, Pays de Galles)[5].
- 18 août :
  - Victoire de Davout à Lauenbourg[6].
  - Victoire royaliste sur les patriotes mexicains à bataille de Medina[7].
- 23 août :
  - Défaite d'Oudinot à Gross Beeren devant Bernadotte[4].
  - Victoire française du général Lauriston à la bataille de Goldberg[8].
- 26 août : défaite française à la bataille de Katzbach[4]. Début de la bataille de Dresde.
- 27 août : victoire de Napoléon à Dresde[4] ; Moreau est grièvement blessé pendant la bataille (il mourra le 2 septembre).
- 30 août :
  - Victoire de la coalition à la bataille de Kulm[4].
  - Guerre de 1812 (États-Unis), Guerre Creek : bataille de Fort Mims. À Fort Mins, près de Bay Minette, dans l'Alabama, les Creeks Bâtons-Rouges massacrent 517 personnes[9].
- 31 août :
  - attaque et prise de Saint-Sébastien par Graham. La garnison française capitule le 8 septembre[10].
  - défaite de Soult à bataille de San Marcial, près d'Irun[11].

## Naissances
- 1er août : Évariste Huc, religieux lazariste français, missionnaire en Chine et explorateur en Mongolie et au Tibet († 31 mars 1860).
- 3 août : Lucien Henri Molins, mathématicien français  († 18 octobre 1898).
- 21 août : Jean Servais Stas (mort en 1891), chimiste belge.

## Décès
- 23 août : Alexander Wilson (né en 1766), ornithologue américano-écossais.